# Gastrozona
Gastrozona är ett släkte av tvåvingar. Gastrozona ingår i familjen borrflugor.
Kladogram enligt Catalogue of Life:
| Gastrozona | \| \| Gastrozona apicemaculata \| \| \| \| \| \| Gastrozona balioptera \| \| \| \| \| \| Gastrozona fasciata \| \| \| \| \| \| Gastrozona fasciventris \| \| \| \| \| \| Gastrozona fukienica \| \| \| \| \| \| Gastrozona hancocki \| \| \| \| \| \| Gastrozona hirtiventris \| \| \| \| \| \| Gastrozona isis \| \| \| \| \| \| Gastrozona menglanica \| \| \| \| \| \| Gastrozona montana \| \| \| \| \| \| Gastrozona orbata \| \| \| \| \| \| Gastrozona parviseta \| \| \| \| \| \| Gastrozona proterva \| \| \| \| \| \| Gastrozona quadrivittata \| \| \| \| \| \| Gastrozona selangorensis \| \| \| \| \| \| Gastrozona soror \| \| \| \| \| \| Gastrozona vulgaris \| \| \| \| |
|            | \| \| Gastrozona apicemaculata \| \| \| \| \| \| Gastrozona balioptera \| \| \| \| \| \| Gastrozona fasciata \| \| \| \| \| \| Gastrozona fasciventris \| \| \| \| \| \| Gastrozona fukienica \| \| \| \| \| \| Gastrozona hancocki \| \| \| \| \| \| Gastrozona hirtiventris \| \| \| \| \| \| Gastrozona isis \| \| \| \| \| \| Gastrozona menglanica \| \| \| \| \| \| Gastrozona montana \| \| \| \| \| \| Gastrozona orbata \| \| \| \| \| \| Gastrozona parviseta \| \| \| \| \| \| Gastrozona proterva \| \| \| \| \| \| Gastrozona quadrivittata \| \| \| \| \| \| Gastrozona selangorensis \| \| \| \| \| \| Gastrozona soror \| \| \| \| \| \| Gastrozona vulgaris \| \| \| \| |
|            | Gastrozona apicemaculata |
|            | |
|            | Gastrozona balioptera |
|            | |
|            | Gastrozona fasciata |
|            | |
|            | Gastrozona fasciventris |
|            | |
|            | Gastrozona fukienica |
|            | |
|            | Gastrozona hancocki |
|            | |
|            | Gastrozona hirtiventris |
|            | |
|            | Gastrozona isis |
|            | |
|            | Gastrozona menglanica |
|            | |
|            | Gastrozona montana |
|            | |
|            | Gastrozona orbata |
|            | |
|            | Gastrozona parviseta |
|            | |
|            | Gastrozona proterva |
|            | |
|            | Gastrozona quadrivittata |
|            | |
|            | Gastrozona selangorensis |
|            | |
|            | Gastrozona soror |
|            | |
|            | Gastrozona vulgaris |
|            | |